# Charles Ray Thomas
Charles Ray Thomas, (23 de agosto de 1946) es un exjugador de baloncesto estadounidense. Con 2,01 metros de estatura, jugaba en la posición de pívot. Su carrera profesional transcurrió íntegramente en la Liga Española.
Durante más de 40 años se creyó que podía haber muerto a principios de la década de los 80s, de hecho, se le dio por muerto circa 1980. Sin embargo, en marzo de 2021, Thomas contactó con Norman Carmichael, un antiguo compañero del F.C. Barcelona, para hablar con él y comunicarle su situación. Al parecer, y según este testimonio, actualmente se encuentra en una residencia geriátrica en Amarillo, Texas.

## Trayectoria

### Universidad
Jugó durante cuatro temporadas con los Golden Eagles de la Universidad Estatal de California, Los Ángeles. Posee los récords de su universidad en rebotes en una carrera, con 1.025, y en una temporada, con 395.

### Profesional
Desarrollaría su carrera profesional en 3 equipos españoles, el CB San Josep Irpen, donde es 2 veces máximo anotador de la competición, en el FC Barcelona y en el Bàsquet Manresa.

## Vida personal
Tras dejar el baloncesto, cayó en el mundo de las drogas, se separó de su mujer, y tras desaparecer de la vida pública, se le dio por muerto en 1980. En marzo de 2021, tras más de 40 años con la creencia de que estaba fallecido, apareció una noticia tanto en medios deportivos como no deportivos, que aseguraba que seguía con vida. Según dicha noticia, una llamada de teléfono recibida por su excompañero en el FC Barcelona Norman Carmichael de alguien que aseguraba ser Thomas, acabó por esclarecer la verdad. Al parecer, se fue a vivir a México, para regresar posteriormente a su país, donde malvivió por culpa de su adicción a las drogas. En la actualidad se encuentra en una residencia de ancianos en Amarillo, Texas, desde la que contactó con Carmichael. Ha sufrido la amputación de sus piernas. Poco después, Carmichael fue a visitarlo y se abrazaron después de 47 años.